# عيادة بورن هول

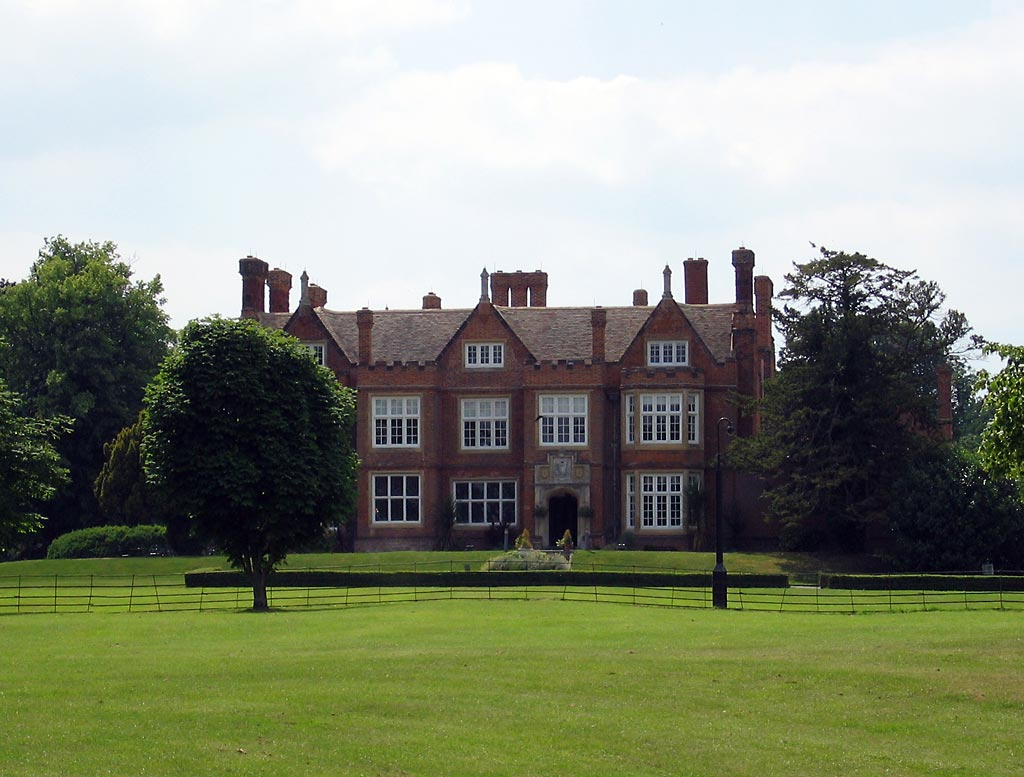
عيادة بورن هول

عيادة بورن هول في بورن، كامبريدجشاير، المملكة المتحدة هي مركز لعلاج العقم، ويبلغ عمر المبنى الأًصلي «بورن هول» نحو 400 عام، وقد تم توسعة المبنى بشكلٍ كبير منذ أن أًصبح مركزًا طبيًا.

## تاريخها
قام رواد اختراع التلقيح الاصطناعي بتأسيس عيادة بورن هول في 1980، وهم: السيد باتريك ستيبتو وعالمة الأجنّة جين بيردي والعالم روبرت إدواردز والذين كانوا مسؤولين عن حمل لويز براون، وهي أول إنسان ولد بعد الحمل عن طريق الإخصاب في المختبر أو التلقيح الاصطناعي في 1977م. منذ تأسيسها، ساهمت العيادة في حمل أكثر من 10000 طفل. بعد وفاة باتريك ستيبتو في 1988م أصبح بيتر برينسدن المدير الطبي في مارس/آذار 1989م.
عيادة بورن هول هي واحدة من الخمسة مراكز المختارة من قِبل فريق التشغيل المتخصص في هيئة الخدمات الصحية الوطنية في شرق إنجلترا لتقديم العلاج للمرضى في المنطقة. ابتداءًا من 1 مايو2009 سوف يكون الأزواج الذين ليس لديهم أطفال في كل من كامبريدجشاير ونورفولك وسوفولك وإسكس وبيدفوردشاير وهارتفوردشاير قادرين على الوصول إلى ثلاث دورات من عمليات التلقيح الاصطناعي بالإضافة إلى ثلاث عمليات نقل أجنّة مجمدة.
وكان تطبيق البيولوجيا البردية على عمليات التلقيح الاصطناعي من الإنجازات غير المسبوقة لعيادة بورن هول في أيامها الأولى؛ والذي سمح بتجميد الأجنّة لنقلها في وقت لاحق، وتمت ولادة أول طفل بهذه العملية في 1984م.
تم حمل أول طفل ناتج عن الحقن المباشر لحيوان منوي في  مركز البويضة في بورن هول؛ ومنذ هذه الولادة في 1992م، اعتمدت عيادات التلقيح الاصطناعي حول العالم عملية حقن المني داخل بروتوبلازما الخلية باستثناء النواة "ICSI".
في الآونة الأخيرة أصبحت بورن هول رائدة في استخدام فكرة الكيسة الأريمية، حيث ينمو الجنين لمدة تصل إلى خمسة أيام قبل عملية الزرع مما يزيد من فرص نجاح التلقيح الاصطناعي.
وفي عام 2009 استحوذت بورن هول على مركز ISIS السابق للخصوبة في كولشيستر، إسكس، مما أتاح الوصول بسهولة أكبر إلى كل من هيئة الخدمات الصحية الوطنية وعلاجات الخصوبة الممولة ذاتيًا للمرضى من منطقة إسكس وسوفولك.
احتفلت عيادة بورن هول في 2010 بجائزة نوبل للسيكولوجي والطب التي تلقاها الشريك المؤسس لها البروفيسور روبرت إدواردز.
وتم كشف النقاب عن لوحة في العيادة في يوليو / تموز 2013 لـ لويز براون وألاستير ماكدونالد - أول طفل ذكر في العالم يولد بعد الحمل عن طريق التلقيح الاصطناعي، إحياءً لذكرى ستيبتو وإدواردز.  لم يتم ذكر جين بيردي رغم أنها مَن اختارت بورن هول كعيادة وكانت أحد مؤسسيها وشريكًا مساويًا في تطوير التلقيح الاصطناعي. في عام 2018 وبمناسبة مرور 40 عامًا على عمليات التلقيح الصناعي، كشفت العيادة النقاب عن نصب تذكاري إضافي لجين بيردي وهي أول ممرضة وأخصائية علم الأجنة في العالم ومؤسس مشارك في عيادة بورن هول.

## جدل
في مارس/آذار 2008 أفادت الصحافة البريطانية عن حالة امرأة زورت توقيع زوجها المنفصل عنها على استمارة موافقة على علاج التلقيح الاصطناعي في عيادة بورن هول لاستخدام الأجنة المجمدة التي أنشأها الزوجان معًا، ثم رزقت المرأة بطفلين دون علم زوجها أو موافقته.
ويجب أن تحصل عيادات الخصوبة بموجب القانون على موافقة خطية من الرجل في مثل هذه الحالات، ولكنها لا تتطلب منه حضور العيادة بنفسه. ولم يكتشف الرجل أنه أب إلا عندما تواصل معه أحد الأقرباء وأخبره بإصابة أحد أطفاله بمرض خطير. وقد سعى الزوج للحصول على مشورة قانونية بشأن هذا الأمر ، ولكن لم يثبُت أن بورن هول مسؤولة عن ذلك. ومنذ ذلك الحين تغير القانون ليقتضي تحديد الهوية الفوتوغرافية بالإضافة إلى توقيع لضمان أن الرجل الذي يأذن باستخدام الأجنة المجمدة هو بالفعل الأب.